# 贝尔希特斯加登
贝尔希特斯加登是德国巴伐利亚州的一个市镇。总面积35.62平方公里，总人口7713人，其中男性3742人，女性3971人（2011年12月31日），人口密度217人/平方公里。